# 6929 Misto
6929 Misto è un asteroide della fascia principale. Scoperto nel 1994, presenta un'orbita caratterizzata da un semiasse maggiore pari a 2,7664904 UA e da un'eccentricità di 0,1448047, inclinata di 10,35664° rispetto all'eclittica.